# 未来の大統領の日記
『未来の大統領の日記』（原題: Diary of a Future President、ダイアリー・オブ・ア・フューチャー・プレジデント）は、2020年から配信されていたアメリカ合衆国のコメディドラマシリーズ。将来アメリカ合衆国大統領になるエレーナの子供時代を描く。アメリカでは2020年1月17日からDisney+で配信された。日本では2020年6月からDisney+で日本語字幕・吹き替え版が配信されている。本作は第2シーズンの制作が決定した。第2シーズンは2021年8月18日に配信されたが、同年12月25日に打ち切りが発表された。全2シーズン20話。

## あらすじ
キューバ系アメリカ人のエレーナは、将来アメリカ合衆国の大統領に就任する。しかし現在中学1年生のエレーナにはたくさんの問題が降り掛かる。

## 登場人物

### メイン
エレーナ
演 - テス・ロメロ - エレーナ (子供)、声 - 神戸光歩/ジーナ・ロドリゲス  (大人)
本作の主人公であり、後にアメリカ合衆国の大統領となる中学1年生。中学1年生の時点では、亡き父親に代わり、自分が家族を支えなければと張り切っている。
ガビ
演 -セレニス・レイバ、声 - 斎藤恵理
エレーナの母。
ボビー
演 -チャーリー・ブッシュネル、声 - 鵜澤正太郎
エレーナの兄。
サム
演 -マイケル・ウィーヴァー、声 - 小野塚貴志
ガビの新しい恋人。

### リカーリング
サーシャ
演 -カルミナ・ガレイ、声 - 飯野茉優
メリッサ
演 -サナイ・ビクトリア、声 - 朝井彩加
カミラ
演 -ジェシカ・マリー・ガルシア、声 - 枝元萌
ジェシカ
演 -ハルミート・パンディ、声 - 松浦愛弓
モニカ（Monyca）
演 -アヴァンティカ・バンダナプ、声 - 久遠エリサ
リアム（Liam）
演 -ブランドン・セバース、声 - 宮崎遊
Dr. Cooper
演 -グレッグ・ビンクレイ、声 - 石原辰己

### ゲスト
Ms. Wexler
演 -レイチェル・ ブルーム、声 - 米田えん

## エピソード

### シーズン1 (2020)
| 通算 話数 | タイトル                                        | 監督               | 脚本                         | 公開日        |
| --------- | ----------------------------------------------- | ------------------ | ---------------------------- | ------------- |
| 1         | "こんにちは世界" "Hello World"                  | ジーナ・ロドリゲス | Ilana Peña                   | 2020年1月17日 |
| 2         | "新たな日常" "The New Deal"                     | Angela Tortu       | Ilana Peña Robin Shorr       | 2020年1月24日 |
| 3         | "ハリケーン警戒隊長" "Disaster Relief"          | Sam Bailey         | Hailey Chavez                | 2020年1月31日 |
| 4         | "モールでショッピング" "The National Mall"      | Erin Ehrlich       | Brig Muñoz-Liebowitz         | 2020年2月7日  |
| 5         | "正義の戦い" "Whistleblower"                    | Angela Tortu       | Michael Jonathan Smith       | 2020年2月14日 |
| 6         | "噂の危険性" "Habeas Corpus"                    | Fernando Sariñana  | Hugh Moore                   | 2020年2月21日 |
| 7         | "進化の法則" "Foreign Relations"                | Viet Nguyen        | LaDarian Smith               | 2020年2月28日 |
| 8         | "運命のダンスパーティー" "Matters of Diplomacy" | Kacie Anning       | Robin Shorr Jessica Gonzalez | 2020年3月6日  |
| 9         | "タラハシーへの旅" "State of the Union"         | Melanie Mayron     | Hailey Chavez Jerrica Long   | 2020年3月13日 |
| 10        | "2つのパーティー" "Two Party System"            | Gina Lamar         | Ilana Peña                   | 2020年3月20日 |

## 製作
2019年1月31日、Disney+が『Diary of a Female President』というタイトルのコメディ・シリーズを発注したことが発表された。イラナ・ペーニャが制作を担当し、ジーナ・ロドリゲス、エミリー・ギプソンらとエグゼクティブプロデューサーを務めることが報じられた。本作は、ディズニーにシリーズを売却したCBSテレビスタジオと提携して、ジーナ・ロドリゲスの会社I Can & I Willが制作している。CBSのチーフクリエイティブオフィサーであるデビッド・ネビンズは、本作をThe CWで放送することを検討していたが、最終的にはDisney+の視聴者層により適していたと述べている。本作はDisney+が外部スタジオに制作を発注した初めての作品となった。2019年12月、番組のタイトルが『Diary of a Future President』に変更されたことが明らかになった。
2023年5月、ウォルト・ディズニー・カンパニーは動画配信事業における赤字を削減するため、一部作品の配信を今後取り止めることを表明。同月に配信打ち切り予定作品のリストが社内に公開され、本作品もその対象に入っていることが報じられた。その後、同月26日以降に対象作品が一斉削除された。

## 評価

### 批評
第1シーズンは批評集積サイトのRotten Tomatoesに8件のレビューがあり、批評家支持率は100%、平均点は10点満点で6.0点となっている。